# Ferrocarril de Severn Valley
El Ferrocarril de Severn Valley (nombre original en inglés: Severn Valley Railway) es un tren histórico de ancho estándar localizado en Shropshire y Worcestershire, Inglaterra, llamado así por la compañía que construyó originalmente la línea férrea sobre la que opera. El trayecto operativo mide 16 millas (26 km), y se extiende desde Bridgnorth hasta Kidderminster siguiendo el curso del río Severn durante gran parte de su ruta, y cruzándolo en el histórico puente Victoria.
Los servicios de trenes son remolcados por un conjunto de locomotoras formado por máquinas de vapor y diésel tradicionales. El ferrocarril alberga numerosos eventos especiales durante todo el año, incluidas las galas de la tracción vapor y de la tracción diésel.

## Historia

### Historia comercial
El Ferrocarril de Severn Valley se construyó entre 1858 y 1862 y unía Hartlebury, cerca de Droitwich, con Shrewsbury, a una distancia de 40 millas (64 km). Las estaciones importantes de la línea eran Stourport-on-Severn, Bewdley y Arley dentro de Worcestershire; y Highley, Hampton Loade, Bridgnorth, Coalport, Ironbridge y Broseley, Buildwas, Cressage y Berrington en Shropshire.
Aunque el ferrocarril fue construido por la Compañía del Ferrocarril de Severn Valley original, fue operado desde su apertura el 1 de febrero de 1862 por el Ferrocarril de Midland Oeste, que a su vez fue absorbido por el Great Western Railway (GWR) el 1 de agosto de 1863. Como uno de los muchos itinerarios de la extensa red del GWR, pasó a figurar en los horarios de la compañía como el Ramal de Severn Valley.
En 1878, el GWR abrió una línea de enlace entre Bewdley y Kidderminster. Esto significaba que los trenes podían acceder directamente desde el Black Country al área de Shropshire. La mayoría de los trenes de Kidderminster a Bewdley continuaron circulando a través de la Línea de Wyre Forest (desmantelada en la década de 1960 y que ahora forma parte de la Ruta Ciclista Nacional n.º 45) en dirección a Tenbury Wells o a Woofferton.
En Buildwas Junction (posterior emplazamiento de la antigua central térmica de Ironbridge, cerca de lo que ahora es Telford), los trenes del Severn Valley se conectaron con los servicios de Wellington a Much Wenlock y Craven Arms.
La línea se planeó originalmente como un ferrocarril de vía doble, pero se construyó y operó como un ferrocarril de vía única. Antes de convertirse en un ferrocarril patrimonial, la línea de Severn Valley nunca tuvo éxito financiero. El tráfico de carga, principalmente agrícola, y el tráfico de carbón desde las minas de Alveley y de Highley fueron las principales fuentes de ingresos. El número de pasajeros comenzó a decaer después de la Primera Guerra Mundial, particularmente en las grandes estaciones intermedias de Stourport, Bewdley y Bridgnorth, a pesar de adoptarse medidas como la apertura de paradas a demanda en la década de 1930 con el fin de atraer más viajeros locales (estas iniciativas solo tuvieron un impacto limitado). Sin embargo, la línea fue estratégicamente útil durante la Segunda Guerra Mundial, como una ruta de desvío alternativa alrededor de las Midlands Occidentales.
Después de la nacionalización de los ferrocarriles en 1948, el tráfico de pasajeros siguió disminuyendo. Aunque el ramal de Severn Valley se cerró durante el Plan Beeching de la década de 1960, su cierre ya estaba programado antes de la publicación el 27 de marzo de 1963 del informe del mencionado Plan Beeching ('The Reshaping of British Railways'). British Railways había anunciado en enero de 1962 que el mantenimiento en servicio del Ferrocarril de Severn Valley estaba bajo revisión; y la Comisión Británica de Transporte publicó avisos de propuesta de cierre el 1 de octubre de 1962 antes de una reunión del Comité Consultivo de Usuarios de Transporte de las Midlands Occidentales, que tuvo lugar en el ayuntamiento de Bridgnorth el 8 de noviembre de 1962. Las objeciones al cierre propuesto no tuvieron éxito, y los servicios de pasajeros en la línea se clausuraron el 9 de septiembre de 1963, y los servicios de carga el 30 de noviembre de 1963. Tras el cierre, se desmanteló la vía al norte de Bridgnorth. Después de 1963, el tráfico de carbón sobrevivió al sur de Alveley hasta 1969, mientras que un escaso servicio de pasajeros continuó uniendo Bewdley con Kidderminster y Hartlebury, hasta que también cesó en enero de 1970. El tráfico de mercancías entre la fábrica de Foley Park de la British Sugar Corporation y Kidderminster continuó hasta 1982.
Durante gran parte de su existencia, la Línea de Severn Valley fue operada por el Great Western Railway, de donde pasó a la Región Oeste de British Railways. Posteriormente, el Ferrocarril de Severn Valley ha operado casi en exclusiva como tren histórico de carácter eminentemente turístico.

### Ferrocarril patrimonial
La Sociedad de Ferrocarriles del Valle de Severn (SVR) se formó en julio de 1965, integrada por un grupo de miembros que deseaban preservar una sección de la línea cerrada en 1963. BR aceptó una oferta de 25.000 libras por las 5 1⁄2 millas de la línea entre Bridgnorth y la mina de carbón de Alveley en febrero de 1966 y la Sociedad pagó un depósito inicial de 2500 libras en febrero de 1967. La obtención de una autorización como ferrocarril ligero requirió la formación de una sociedad limitada, con la fundación de una nueva Compañía del Ferrocarril de Severn Valley en mayo de 1967. Incluso en esa fecha temprana, el objetivo de la empresa era "preservar, retener y restaurar el ferrocarril de vía estándar que se extiende desde Bridgnorth hasta Kidderminster a través de Bewdley".
La Autorización del Ferrocarril Ligero se otorgó en mayo de 1970, lo que permitió que comenzaran los servicios regulares entre Bridgnorth y Hampton Loade. El precio de compra de 25.000 libras esterlinas se abonó por completo a BR el 24 de junio de 1970.
El final en 1969 de los trenes que servían a la mina de carbón permitió al SVR adquirir 8 1⁄2 millas adicionales de la línea entre Hampton Loade y Foley Park en 1972. El precio de compra (de 74.000 libras) se elevó considerablemente, al coincidir la operación con la salida a bolsa de la empresa pública inicialmente bajo la presidencia de Sir Gerald Nabarro (la línea estaba en parte en Kidderminster, distrito por el que Nabarro había sido Miembro del Parlamento). La emisión de acciones tuvo lugar, pero después de que los voluntarios del Ferrocarril de Severn Valley descubrieron que se planeaban vender los terrenos de la Estación de Bridgnorth para construir un hotel y desarrollar viviendas involucrando a socios externos a la junta del Severn Valley, condujo a una amenaza de huelga por parte del personal voluntario del ferrocarril y sus propuestas fueron rechazadas en una acalorada junta. Nabarro dimitió como presidente en marzo de 1973, siendo sucedido por el vizconde Garnock, y dimitió del consejo de administración en mayo de 1973. Los servicios se ampliaron hasta Bewdley en mayo de 1974.
Tras el final del tráfico de carga de la fábrica British Sugar en Foley Park en 1982, el Ferrocarril de Severn Valley compró la sección final de la línea a Kidderminster por 75.000 libras. El SVR también alquiló a BR el antiguo patio de mercancías de Comberton Hill en Kidderminster, en el que se construiría una nueva estación, que se concluyó a tiempo para que los servicios a Kidderminster comenzaran el 30 de julio de 1984.
Los principales desarrollos en el SVR desde 1984 incluyeron la puesta en servicio de una caseta de señales recién construida en Kidderminster en 1987, la apertura de un nuevo taller de calderas en Bridgnorth en 1990, la compra de la propiedad absoluta de la estación de Kidderminster Town en 1994, la apertura de un nuevo cobertizo para coches en Kidderminster en 2003, la finalización del ala este y el dosel de la estación de Kidderminster en 2006 y la apertura del Museo de la Casa de Máquinas de Highley en 2008. El año de 2010 marcó el 40 aniversario del Ferrocarril de Severn Valley desde su apertura en 1970 y el 175 aniversario de la formación del Great Western Railway. En 2015 se celebró el 50 aniversario desde la reconstitución del SVR 6 de julio de 1965. Se organizaron eventos especiales durante ambos años para conmemorar los dos aniversarios.

## Preservación

### Operaciones
Los trenes del SVR generalmente operan en toda la longitud de la línea, aunque sin parar en la mayoría de las estaciones. Las "paradas" (Northwood Halt y Country Park Halt) se realizan a demanda, y solo pueden solicitarse durante el día.
En años anteriores, los servicios incluían los trenes de vagones restaurante Severn Valley Limited y Severn Valley Venturer, y trenes de pescado y patatas fritas (fish &chips) Sunset Special remolcados por máquinas diésel. En 2022 se reintrodujo el tren Severn Valley Limited en fechas seleccionadas, y los demás servicios no figuran en el horario.
Se llevan a cabo muchos días de gala especiales, a menudo con locomotoras visitantes y material rodante de otras líneas patrimoniales. Estas y otras atracciones han visto aumentar el número de visitantes, hasta superar los 250.000 viajeros por año.
La conexión ferroviaria del SVR a la red del National Rail en Kidderminster permite realizar varios trabajos de mantenimiento de vías, eliminación de maleza, nivelación de las vías y ocasionalmente el paso de trenes chárter para operar desde varias partes del país hasta Bridgnorth. Un ejemplo de estos trenes visitantes fue el Venice-Simplon Orient Express de Northern Belle en 2006. En el año 2009 circularon dos trenes directos a la Estación de Marylebone desde Bridgnorth (operados por Chiltern Railways), uno el 15 de agosto y otro el 28 de noviembre. Además, se han completado algunas mejoras en las vías de Kidderminster para facilitar la entrada hasta las vías del Ferrocarril del Severn Valley de trenes procedentes de la red principal con excursionistas.
El ferrocarril operó dos trenes de carga comerciales en mayo de 2007 para transportar tuberías de 6 metros de largo desde Kidderminster hasta la planta de tratamiento de agua de Severn Trent en Trimpley. El transporte por camión de tuberías tan largas habría sido difícil debido a las estrechas carreteras existentes en el área inmediata de Trimpley. En marzo de 2021, el ferrocarril actuó como campo de pruebas para la primera de las locomotoras de línea principal de la Clase 69 remodeladas.

#### Ferrocarriles en miniatura
El Ferrocarril Miniatura de Coalyard también opera viajes de pasajeros y tiene su base en la estación de Kidderminster Town. El Ferrocarril Paddock es un modelo de tren a escala a escala 1:19 (con vías de 32 mm) que se muestra al público en funcionamiento con locomotoras de vapor en miniatura alimentadas con carbón o gas la mayoría de los domingos en la Estación de Hampton Loade. Ambos ferrocarriles son operados por voluntarios.

### Grandes daños a la infraestructura: verano de 2007

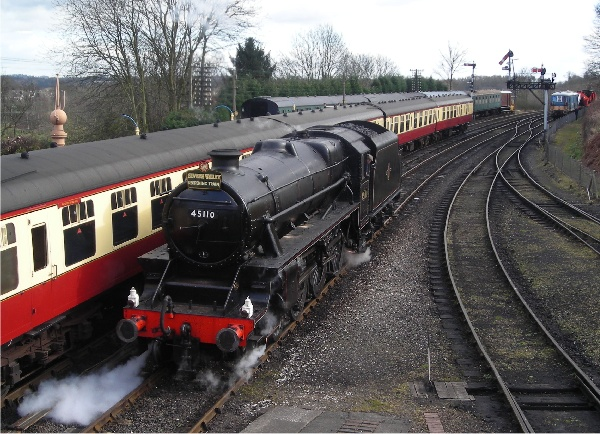
LMS Clase Stanier 5 4-6-0 No. 45110, durante la reapertura de la Estación de Bridgnorth el 21 de marzo de 2008. La locomotora lleva un cabecero conmemorativo

En la noche del 19 de junio de 2007, durante las violentas tormentas que azotaron el área, el ferrocarril sufrió daños importantes, más extensos que en cualquier otro momento de su historia. Entre las estaciones de Bridgnorth  y de Northwood Halt, se produjeron numerosos deslizamientos de tierra, y varias secciones de la vía alrededor de Fisherman's Crossing y Highley quedaron suspendidas en el aire. Una parte de la vía del viaducto de Oldbury también quedó arrasada. Muchos desmontes se llenaron de escombros, mientras que en Highley, la señalización y un terraplén fueron arrastrados debido al torrente de agua que fluyó por el camino de la estación hacia la vía. Los chalets debajo del terraplén también quedaron arrasados. En Hampton Loade, el camino de acceso a la estación de tren, y de hecho el único camino al pueblo, también resultó destruido.
Una docena de otros ferrocarriles patrimoniales se comprometieron a ayudar al SVR, incluidos el Ferrocarril de Mid Hants, el Ferrocarril Gloucestershire Warwickshire, el Ferrocarril del Oeste de Somerset, el Ferrocarril de Avon Valley, el Ferrocarril de Dean Forest, el Gran Ferrocarril Central, el Ferrocarril de North Yorkshire Moors y el Ferrocarril Bluebell.
El 22 de junio de 2007 se anunció que se iniciaría un llamamiento de emergencia en unos días para recaudar fondos destinados al Proyecto de Ley necesario para acometer las obras de reparación de la línea. El costo total de los daños debió de ser revisado al alza debido a la detección de más daños y de un gran deslizamiento potencial en el área de Northwood Lane tras los siguientes episodios de fuertes lluvias e inundaciones de finales de julio. La factura final de la reparación se fijó en aproximadamente 3,7 millones de libras, que fueron financiados por una subvención inicial del Fondo Europeo de Desarrollo Regional de 750.000 £, una subvención de Advantage West Midlands de 500.000 £, 250.000 £ aportadas por el Heritage Lottery Fund, 1 millón de £ pagados por las aseguradoras del SVR (500.000 £ para terraplenes, 350.000 £ para estructuras, señalización y vías, y 150.000 £ específicamente para el viaducto de Borle), una subvención adicional de 377.000 £ del FEDER, 560.000 £ aportados mediante donaciones por el público y el resto procedente de las reservas del SVR.
Estas fuertes lluvias arruinaron la temporada de verano turística del ferrocarril, y perjudicaron a la actividad económica de las ciudades servidas por el ferrocarril y el área adyacente en su conjunto. También se apreció un impacto notable en el turismo de Bridgnorth. Un portavoz anunció el 22 de junio que se esperaba que la línea entre Bewdley y Arley se reabriera a finales de julio, y que la sección entre Bridgnorth y Hampton Loade estuviera en funcionamiento a finales de agosto. Sin embargo, se hizo evidente a principios de julio de 2007 que estas reaperturas se retrasarían hasta un mes, que finalmente llegaron a ser tres. El 19 de julio, otra tormenta torrencial causó más daños en al menos 45 lugares separados cuando la lluvia cayó sobre el suelo ya saturado, y en al menos diez de estos lugares los daños fueron tan graves que se requirió un gran trabajo de ingeniería antes de que las labores de reconstrucción pudieran empezar. También se dijo más tarde que el enlace crucial entre Hampton Loade y Arley, incluida la estación de Highley y el nuevo museo de la Casa de Motores, probablemente no abriría hasta la primavera de 2008.
La sección de Bridgnorth a Hampton Loade finalmente volvió a abrir el 9 de febrero de 2008 para el semestre escolar. El primer tren de pasajeros a Hampton Loade desde el 19 de junio de 2007, partió a tiempo a las 10:30, compuesto por cinco vagones del LMS remolcados por la locomotora Clase 4500 No. 4566. El tren portaba la misma cabecera que había llevado el primer tren de reapertura de Bridgnorth a Hampton Loade en 1970. Aunque quedaban por completar otras mejoras del trabajo de drenaje, la línea entre Kidderminster y Bridgnorth reabrió completamente al público el Viernes Santo, el 21 de marzo de 2008. La obra aumentó a 144 el número de obras de drenaje bajo la línea, donde antes había 44 antes de las inundaciones de 2007.

### Señalización

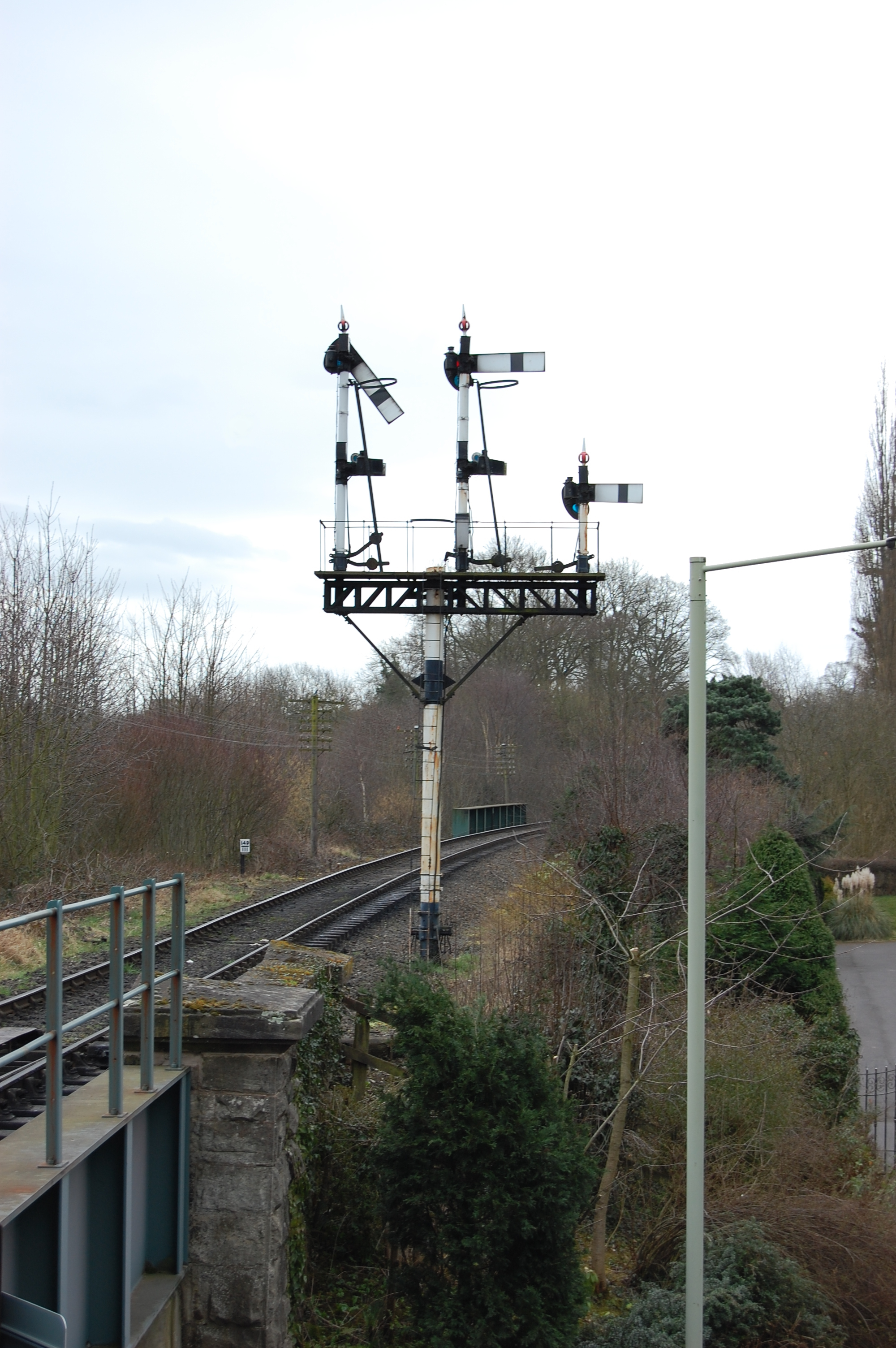
Señales luminosas electromecánicas en Bridgnorth, autorizando a un tren para que acceda al Andén 1. Son semáforos de cuadrante inferior, procedentes del GWR

Con la excepción de la conexión en Kidderminster a Network Rail (que utiliza una señal luminosa de colores), todo el ferrocarril está señalizado con señales de cuadrante inferior estilo GW, tanto de metal como de madera (excepcionalmente, la señal hacia abajo en Highley tiene una configuración inusual). Cada estación (sin incluir las paradas facultativas) tiene una caseta de señales, mientras que Bewdley tiene dos casetas (la norte y la sur), debido a la longitud del conjunto de vías (Bewdley originalmente era una estación de cruce).

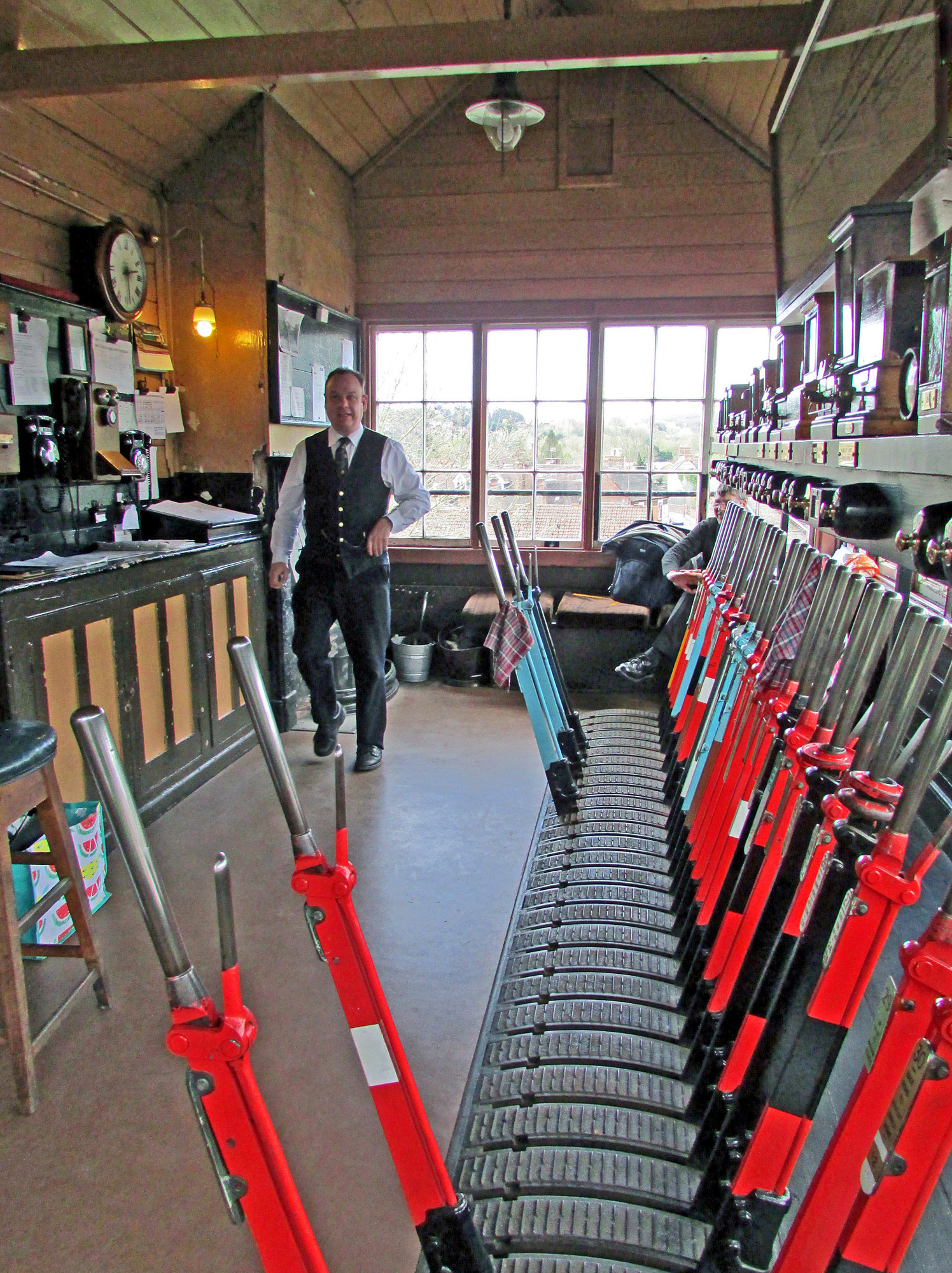
Interior de la caseta de señales de Bewdley North durante las operaciones

Todas las secciones entre Bridgnorth y Bewdley North operan con el Sistema Eléctrico Tyer. Tanto la caseta de señales de Arley como la de Hampton Loade se pueden desconectar cuando el servicio no las requiere, lo que reduce el desgaste de la mecánica y la cantidad de señaleros necesarios para operar la línea. El SVR adiestra a nuevos señaleros. Se puede acceder al patio de Arley con la caseta de señales inactivada debido a la presencia de un instrumento de control intermedio, que también permite que un tren salga o termine en el patio cuando la caseta está apagada.
El la vía muerta de Eardington está controlada por un bastidor con palancas situado al pie de la vía. No existe ningún dispositivo de control intermedio, con el accionamiento de Highley-Bridgnorth desbloqueando directamente el bastidor de dos palancas. Esto significa que la caseta de señales de Hampton Loade debe desconectarse cuando se deba usar el apartadero de Eardington, y también que un tren no puede terminar o partir desde allí, a menos que el testigo se lleve por carretera  desde Eardington hasta Highley o hasta la caseta de señales de Bridgnorth.
Bridgnorth también tiene un bastidor con palancas a pie de vía en el extremo norte de su conjunto de vías, que permite los movimientos desde el apartadero de Hollybush (que también sirve para cambiar de cabeza a cola las locomotoras de los trenes) hacia adentro y hacia afuera de Boiler Shop. Un miembro del personal puede obtener una llave Annett que permite desbloquear el accionamiento desde el bastidor cuando se suelta con una palanca en la caseta de Bridgnorth.
Entre Bewdley North y Bewdley South, la sección de doble vía a través de los andenes 1 y 2 está señalizada con bloqueo absoluto. La vía única a través del andén 3 está señalizada con una palanca de dirección. La línea más alejada de los edificios de la estación principal, conocida como el apartadero Rock, cuenta con dos extremos.
La sección de línea única entre Bewdley South y Kidderminster dispone de un circuito de vía, y se señaliza con una palanca de aceptación. El SVR preservado pasa a través del túnel de Bewdley, de 480 yardas (438,9 m) de largo.
La mayoría de las casetas de señales en la línea tienen las placas de identificación de hierro fundido originales del GWR, con la única excepción de Bridgnorth, que tiene una réplica. La placa de identificación del SVR en Kidderminster se recuperó de otra caseta de señales que anteriormente se encontraba en el extremo superior del andén descendente en la estación de Kidderminster (Network Rail). El bastidor de las palancas de la misma caseta de señales se reutilizó en Arley, que tiene una caseta de señales del tipo LNWR, procedente de Yorton después de que se demoliera su caseta original. La réplica de la placa con el nombre en Bridgnorth está hecha de fibra de vidrio, aunque no se sabe si fue moldeada a partir de la original.

## Estaciones
- Bridgnorth, el único edificio del SVR con calificación de monumento catalogado.
- Eardington Halt, originalmente solo Eardington (cerrado en 1982, actualmente se usa solo para almacenamiento, aunque algunos voluntarios han hecho campaña para su reapertura en los últimos años).
- Hampton Loade
- Country Park Halt (parada a solicitud), que reemplazó a Alveley Halt.
- Alveley Halt (nunca reabierto por el SVR después del cierre por parte de BR, debido al cierre de la mina a la que daba servicio y a la apertura del nuevo apeadero de Country Park Halt)
- Highley
- Arley
- Northwood Halt (parada a demanda).
- Bewdley, que de acceso al West Midland Safari Park
- Kidderminster Town

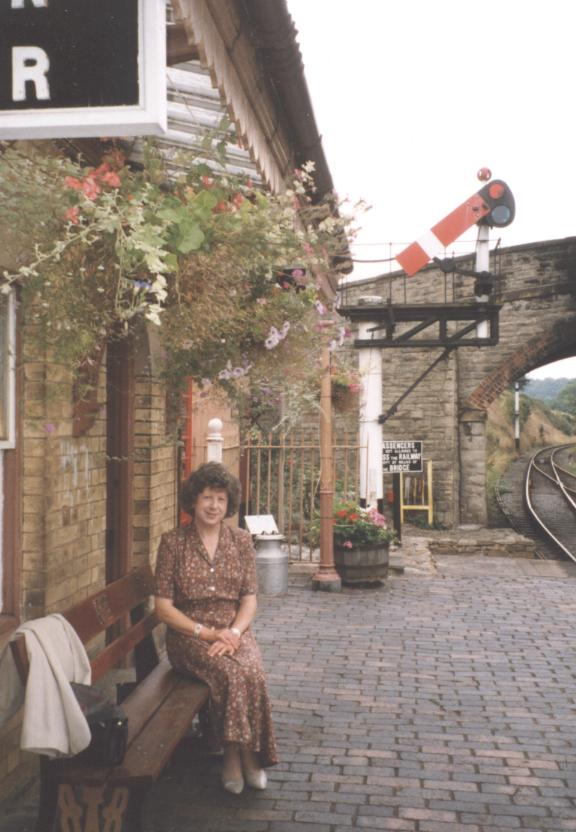
Estación de Arley y señal del GWR (derecha), en 1995

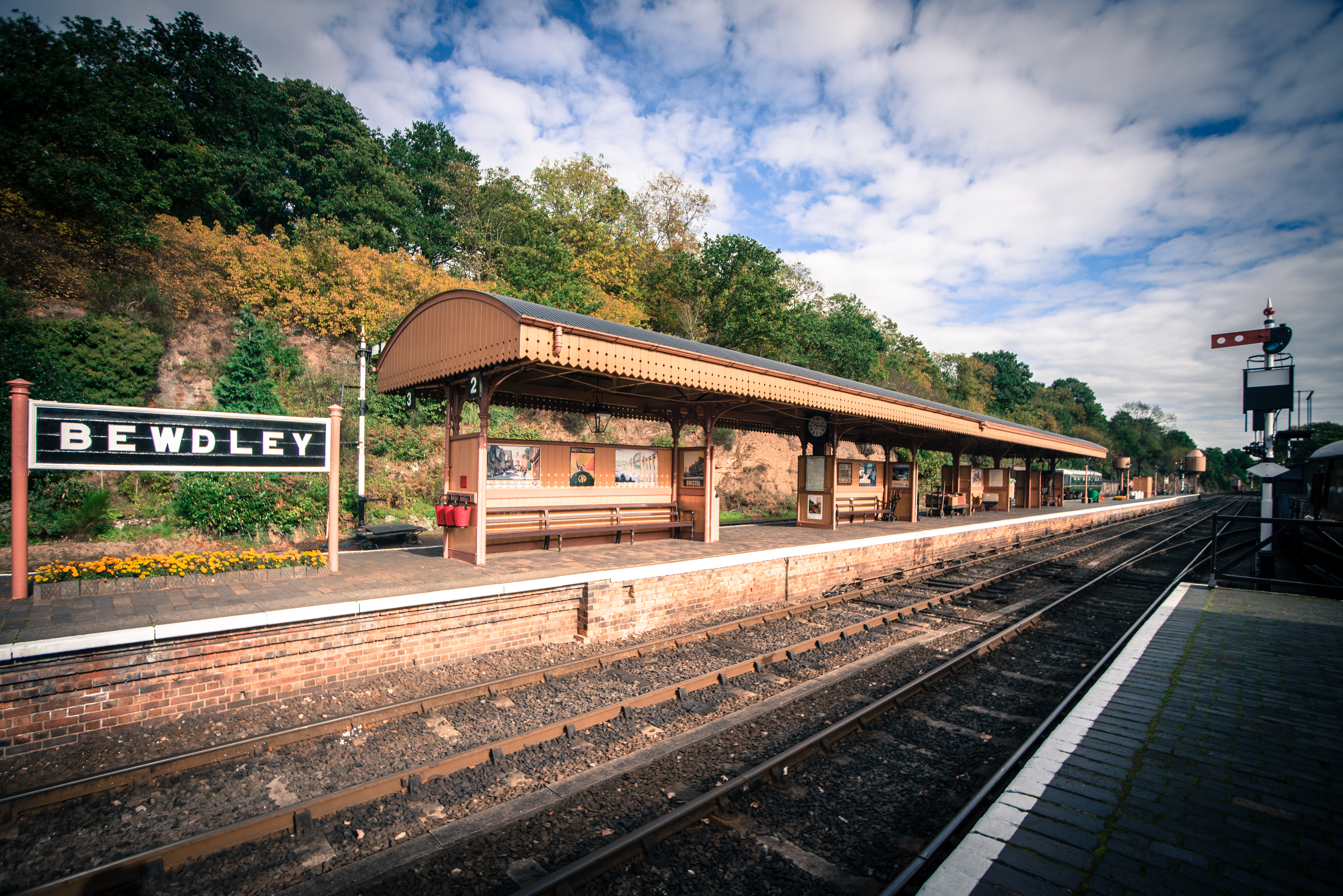
Estación de Bewdley, restaurada con el estilo del GWR

Con la excepción de las dos paradas facultativas (Country Park y Northwood), todas las estaciones intermedias tienen la posibilidad de permitir el cruce de trenes en la línea única. Sin embargo, la vía de apartado pasante de Highley carece de andén y los desvíos delanteros bloquean los desvíos de los apartaderos adjuntos, un requisito legal para las líneas de transporte de pasajeros, lo que significa que los trenes que transportan pasajeros que pagan una tarifa no pueden pasar utilizando esta vía de apartado pasante, que se utiliza para trenes de obras, trenes de mercancías de demostración y labores de traslado de material remolcado vacío.
Existe una sección corta con varias vías entre las casetas de señales de Bewdley South y Bewdley North.
Kidderminster Town no es una estación original, habiendo sido creada por el SVR inspirándose en la estación de Ross-on-Wye, una construcción original del GWR de 1892. Se han desarrollado varios proyectos llevados a cabo por voluntarios y contratistas para dotar al SVR un ambiente general similar al del GWR. Entre las principales actuaciones, figura la restauración de la puerta de la cochera situada al frente de la estación, las cresterías ornamentales en las dos torres y el dosel sobre la explanada que se completó en 2006, junto con el ala este del final de la estación.
Los planes para una remodelación significativa de la estación de Bridgnorth fueron aprobados por el Consejo de Shropshire en agosto de 2016.

### Antiguas estaciones
Estaciones anteriores, la mayoría de las cuales se cerraron con la Línea de Severn Valley en su conjunto en 1963, después de 101 años en uso:
Entre Hartlebury y Bewdley:
- Stourport[40] (1862-1970)
- Burlish Halt, hacia el norte de Stourport en Burlish Crossing (1930-1970)

Entre Kidderminster y Bewdley:
- Foley Park Halt (1905-1970)
- Rifle Range Halt (1905-1920)

Al norte de Bridgnorth:
- Linley Halt (1862-1963)
- Coalport West (1862-1963)
- Jackfield Halt (1934-1954) y (1954-1963) Reubicado debido a la inestabilidad de la tierra.
- Ironbridge y Broseley (1862-1963)
- Buildwas Junction (1862-1963)
- Cressage (1862-1963)
- Cound Halt (1934-1963)
- Berrington (1862-1963)[41]

## Ampliaciones de la vía férrea

### Hacia el norte
Extender el ferrocarril preservado al norte de Bridgnorth fue planteado por algunos grupos dentro del SVR ya a mediados de la década de 1970, pero el primer plan fue descartado como imposible por la entonces Junta del SVR. Durante muchos años, el sitio web oficial del SVR confirmó que "el terreno ferroviario al norte de Bridgnorth se vendió hace mucho tiempo, y ahora no hay posibilidad de que los trenes de Severn Valley lleguen a Ironbridge y Shrewsbury nunca más". En 2002, la Junta informó que las consultas de terceros sobre la posibilidad de obtener fondos de la UE para restaurar la comunicación ferroviaria entre Bridgnorth e Ironbridge habían dado como resultado informes de prensa de que el SVR deseaba extenderse a Ironbridge. La Junta acordó que analizaría los desarrollos propuestos y que agradecería ver los resultados de cualquier estudio de factibilidad.
En enero de 2019, la asociación de la Campaña para un Transporte Mejor publicó un informe que identificaba la línea entre Shrewsbury y Ironbridge, que figuraba como de Prioridad 2 para su reapertura (la prioridad 2 se asigna a aquellas líneas que requieren un mayor desarrollo o un cambio de circunstancias, como la promoción de viviendas).
En marzo de 2021, un grupo independiente, el Ironbridge Railway Trust (IRT), anunció que había hecho una oferta al 'Restoring Your Railway Ideas Fund' (RYR) del gobierno para examinar la reapertura de la línea entre Buildwas y Bridgnorth como un ferrocarril público, siguiendo la ruta original del antiguo ramal del Ferrocarril de Severn Valley siempre que fuese posible. La solicitud del IRT citó al Ferrocarril de Severn Valley y al Ferrocarril de Vapor de Telford (TSR) entre las partes interesadas, y señaló que el SVR había expresado su interés en estudiar los resultados del estudio RYR propuesto, aunque no se habían llevado a cabo debates sobre el compromiso operativo, mientras que el TSR había expresado su cautela sobre la idea del IRT, y propuso un tranvía hasta la central térmica de Ironbridge, aunque estaba dispuesto a trabajar conjuntamente de cara al futuro. La oferta fue considerada en la tercera ronda del Fondo de Ideas, pero no fue una de las propuestas ganadoras.

### Hacia el oeste
El antiguo lecho de vías de la Línea de Tenbury está sustancialmente intacto hasta la estación de Newnham Bridge, antes de verse acorralado por el moderno desarrollo urbanístico. Sin embargo, le faltan varios puentes, incluido el importante viaducto de Dowles sobre el río Severn, un tramo sobre la carretera de Bewdley a Bridgnorth y un tramo de ladrillo en Cleobury. A esto se suman los mismos problemas relacionados con la propiedad del suelo, la realineación de los caminos en la ubicación de los antiguos puentes y la probable falta de acomodo en el extremo del puente de Newnham.

### Hacia el este
Nunca se construyó una extensión hacia el este en dirección a Wolverhampton, aunque se realizaron varias propuestas, entre las que figuraron:
- Una Ley del Parlamento para la construcción del Ferrocarril de Bridgnorth, Wolverhampton y Staffordshire que recibió la aprobación real en junio de 1866. No se pudo recaudar dinero y los poderes caducaron.[48]
- El Ferrocarril Ligero de Wolverhampton y Bridgnorth, que se iba a construir según los términos de la Ley de Ferrocarriles Ligeros de 1896. La ruta, que fue planificada por el ingeniero civil W.B. Myers-Beswick, habría corrido desde los enlaces con el GWR y el LNWR en Priestfield para unirse al SVR al sur de Bridgnorth, con una estación separada en Bridgnorth Low Town.[48] Se sabe que la línea del ferrocarril propuesto bordeaba el carril entre Sutton Mill y Sutton Farm, Dog Kennel y terrenos propiedad de Henry Cavendish y el Consejo Rural del Distrito de Bridgnorth.
- La Ley del GWR del 11 de julio de 1905 que otorgó poderes para la construcción de una línea desde cerca del viaducto de Oxley a través de Wombourne para unirse a la Línea del Severn Valley en dos enlaces situados a 1 milla y 1½ millas al sur de Bridgnorth. Estos poderes se otorgaron nuevamente en la Ley del GWR (de poderes adicionales) de 1924, pero aunque el Ramal de Wombourne se completó en 1925, se abandonó la conexión con Bridgnorth.[48] Existe algún indicio de que se iniciara tal ramal desde la Línea del Valle de Severn inmediatamente al sur de Crossing Cottage, cerca de Eardington.

### Hacia el sur
El SVR es propietario de la vía de la antigua sección de Bewdley a Hartlebury a través del túnel Mount Pleasant hasta un punto 302 yardas más allá de su portal sur, aproximadamente a mitad de camino de la antigua ubicación de Burlish Crossing. A fines de 2015, el Ferrocarril anunció que Rail Safety Solutions había arrendado la parte hasta Mount Pleasant Tunnel, que usarán para brindar capacitación a los aprendices de Network Rail.
Entre la estación Burlish y Stourport, la alineación de la antigua sección de Bewdley a Hartlebury se ha remodelado para viviendas. Sin embargo, desde la dirección de Hartlebury, el lecho de la vía está intacto como un camino de herradura desde Mitton (la garganta este de la estación original), y solo falta un tramo sobre la carretera principal A449 Worcester a Kidderminster. Los pilares están intactos. Casi todo el trazado es propiedad del Ayuntamiento y en 2007 expresaron su interés en reabrir como línea de cercanías.

## Material rodante
El ferrocarril puede recurrir a una gran flota para operar sus servicios, aunque solo un pequeño 'núcleo' de vehículos pertenece realmente a la propia empresa ferroviaria, y el resto es propiedad de grupos asociados, como la Asociación Great Western (Severn Valley Railway), o de algunos propietarios individuales. El SVR también es la base del West Midland Group, centrado en la preservación de unidades diésel múltiples. Las locomotoras y los vehículos del ferrocarril no se suelen usar frecuentemente en excursiones por la red de National Rail, aunque en el pasado llegaron a circular por distintas líneas de Gran Bretaña.

## Instalaciones de mantenimiento

### Taller de locomotoras
Los principales talleres de locomotoras se encuentran en Bridgnorth. Por razones de salud y seguridad normalmente no está abierto al público, pero de vez en cuando se organizan visitas guiadas y jornadas de puertas abiertas.
Las instalaciones de la obra incluyen gatos elevadores, un Noble y Lund  wheel lathe, un wheel drop recuperado de Leicester MPD, y un taller de calderería con puente grúa. Los trabajos para mejorar la iluminación natural, impermeabilizar el cobertizo de manera más efectiva y equipar el extremo sur con puertas enrollables se completaron a principios de 2009, y una actualización adicional completada en 2022 incluyó la instalación de una grúa puente, el reemplazo del techo y un número de iniciativas medioambientales como la conversión a Lámpara led.

### Depósito de mantenimiento de tracción
Las locomotoras diésel se mantienen en la cochera de Kidderminster. En 2016 se inauguró un edificio para depositar unidades diésel con tres vías, equipado con instalaciones que incluyen un foso y una grúa puente.

### Talleres para coches de pasajeros
Aunque la reparación y restauración de los coches se lleva a cabo en varios lugares de la vía férrea, los talleres principales se encuentran en el antiguo cobertizo de mercancías en Kidderminster, junto a la línea principal de Birmingham a Worcester. Además de contar con un taller de máquinas y equipos de fabricación para llevar a cabo una amplia gama de reparaciones de carrocerías y bogies, el taller de coches también puede calibrar y ajustar los reguladores de voltaje de los generadores de corriente y revisar y probar minuciosamente los equipos de frenos de vacío. Al igual que los talleres de locomotoras, por razones de salud y seguridad normalmente no están abiertos al público.

### La Casa de Máquinas

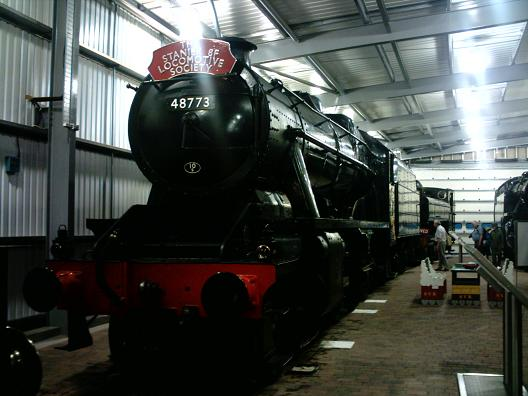
Casa de máquinas del Severn Valley

La Casa de Máquinas, construida en un terreno adyacente a la estación de Highley, ofrece alojamiento cubierto para las locomotoras actualmente fuera de servicio, así como espacio para exhibiciones de otro material rodante y un centro educativo/de interpretación.

#### Construcción y apertura
El terreno en el que se encuentra la Casa de Máquinas fue originalmente el apartadero para los vagones de la mina de carbón de Highley y luego se usó para la mina de carbón de Alveley. El SVR había planeado usar el área para una instalación dedicada a almacenar y exhibir locomotoras que no tuviesen certificados operativos vigentes ya en 1973. Después de que surgió la oportunidad de obtener fondos de la  Heritage Lottery junto con subvenciones del Fondo Europeo de Desarrollo Regional y de Advantage West Midlands, el SVR adquirió el terreno en agosto de 2001, y la licencia para su urbanización fue concedida en 2004.
La inauguración prevista para mediados de 2007 se retrasó debido a los daños causados por la inundación en Highley en junio de ese año. Finalmente se abrió al público el 20 de marzo de 2008, el mismo día en que se reanudaron los servicios en toda la línea entre Bridgnorth y Kidderminster. Se llevó a cabo una inauguración oficial el 28 de abril de 2009, a la que asistió el Lord Teniente de Shropshire, Algernon Heber-Percy. Una segunda inauguración, junto con la de la pasarela peatonal recién construida en la estación de Highley, se realizó el 21 de octubre de 2009, siendo presidida por Ricardo de Gloucester, que no había podido asistir a la primera ceremonia por enfermedad.

## En televisión y cine
- La adaptación televisiva de la BBC de 1976 del cuento de Charles Dickens The Signalman se filmó alrededor del desmonte en el lado de Kidderminster del túnel de Bewdley. Se construyó la réplica de una caseta de señales, mientras que las escenas interiores se filmaron en la caseta de señales real de Highley.[64]
- Partes de The Seven-Per-Cent Solution (1976) fueron filmadas en el ferrocarril.[65]
- Las escenas entre las estaciones de Bewdley y Hampton Loade se filmaron para la película de Disney Candleshoe (proyectada en 1977), protagonizada por David Niven y Jodie Foster, filmada en 1976. La locomotora GWR No. 4566 apareció en la película.[66]
- La versión televisiva de 1977 de la película Silver Blaze utilizó el ferrocarril.[65]
- La versión cinematográfica de 1978 de The Thirty Nine Steps se filmó en parte en el ferrocarril, específicamente, las escenas en las que Hannay (Robert Powell) queda suspendido del puente Victoria, aunque la escena se supone que estaba ambientada en Escocia.[67]
- La serie infantilde la BBC TV God's Wonderful Railway (1980) fue filmada en el SVR.[68]
- Otra serie infantil de la BBC The Box of Delights (1984) fue filmada en la línea. Las escenas de la estación presentaban tanto a Bewdley como a Arley.[69]
- En la película de 2005, The Chronicles of Narnia: The Lion, the Witch and the Wardrobe, la locomotora GWR Manor no. 7802 Bradley Manor apareció con el tren que llevaba a los Pevensie a la estación más cercana a la casa del Profesor.[70]
- Victoria Bridge aparece brevemente en la película de 2011 Sherlock Holmes: Juego de sombras cuando Holmes empuja a la esposa del Dr. Watson, Mary, de un tren que pasa por un puente.[71]
- Bewdley y Kidderminster, la locomotora 42968 y los vagones del LNER aparecen en secuencias de Dancing on the Edge, una dramatización en cinco partes dirigida por Stephen Poliakoff, filmada en febrero de 2012 y emitida en febrero de 2013.[72]